# Meckelsche Sammlung
Die Meckelsche Sammlung ist eine Sammlung anatomischer Präparate des Instituts für Anatomie und Zellbiologie der Martin-Luther-Universität Halle-Wittenberg.

## Geschichte
Den eigentlichen Grundstock der Sammlung stellt die Privatsammlung der Anatomenfamilie Meckel dar. Bereits der Berliner Anatom Johann Friedrich Meckel (der Ältere, 1714–1774) fertigte anatomische Präparate an, darunter Korrosionspräparate und Quecksilber- sowie Wachs-Injektionspräparate sowie das Präparat eines Situs inversus. Sein Sohn Philipp Friedrich Theodor Meckel (1756–1803) brachte diese Präparate 1779 nach Halle, wo er sich um die Erweiterung der Sammlung bemühte. In dieser Phase wurde die Sammlung, begründet durch die geburtshilfliche Tätigkeit Meckels, vor allem um Präparate von Fehlbildungen und Embryos in verschiedenen Entwicklungsstufen erweitert. Meckel verfügte, dass sein eigener Körper nach seinem Tod seziert und sein Skelett zusammengesetzt aufbewahrt werden solle. Es wird bis heute zusammen mit den Schädeln seines Sohnes und zweier Enkel in einem offenen Schrank gezeigt, während andere Teile seines Körpers auf dem Stadtgottesacker beigesetzt wurden.
1799 erstand Philipp Meckel das „Riesenhaus“ am Großen Berlin (heute Große Brauhausstraße 16), in dessen Hinterhaus die Sammlung untergebracht wurde. Nach einer Aufstellung Justus Christian Loders (1753–1832), dem Nachfolger Meckels, umfasste die Sammlung nach Philipp Meckels Tod 3.476 Präparate.
Johann Friedrich Meckel der Jüngere (1781–1833), der Begründer der modernen Teratologie, wurde 1804 außerordentlicher Professor in Halle (Saale), 1808 wurde er Ordinarius. Er erweiterte die Meckelsche Privatsammlung auf ungefähr 12.000 Präparate um 1830, aufgeteilt in einen anatomischen, einen pathologischen sowie einen vergleichend-anatomischen Teil. Die Universität war gleichzeitig bemüht, eine eigene anatomische Sammlung aufzubauen, die von ihrem Umfang her an die Sammlung Meckels allerdings nicht heranreichte. Durch die Vereinigung der Universitäten Halle und Wittenberg im Jahre 1817 fanden auch Exponate aus Wittenberg Eingang in diese universitätseigene Sammlung.
Nach Meckels Tod verkaufte dessen Witwe Friederika Meckel die Sammlung der Anatomenfamilie 1836 für 25.000 Taler an die Universität Halle. 1841 wurde die Sammlung in die Neue Residenz verbracht, in der bereits andere Teile der medizinischen Fakultät untergebracht worden waren.

## Heutige Sammlung
Die heutige Sammlung ist vor allem aus dem pathologisch-anatomischen Teil der Meckelschen Sammlung hervorgegangen und wird im Dachgeschoss des Instituts für Anatomie und Zellbiologie in der Großen Steinstraße 52 aufbewahrt. 2007 wurde ein Förderverein für Erhaltung, Nutzung und wissenschaftliche Begleitung der Sammlung gegründet. Im Jahr 2015 wurde die Sammlung „National wertvolles Kulturgut“.